# Bernardo II de Baden-Baden
Bernando II de Baden-Baden (em alemão:  Bernhard II. von Baden-Baden; Baden-Baden, 1428 – Moncalieri, 15 de julho de 1458), chamado de "beato Bernardo" (seliger Bernhard), foi um nobre alemão, pertencente à Casa de Zähringen.
Foi Marquês de Baden-Baden de 1453 até à sua morte, tendo governado conjuntamente com o irmão mais velho, Carlos I de Baden-Baden.
Foi beatificado pela Igreja Católica Romana em 1769.

## Biografia
Bernardo era o segundo filho de Jaime I de Baden-Baden e de sua esposa, Catarina da Lorena. Ele nasceu no Castelo de Hohenbaden, tendo sido criado no seio de uma família profundamente religiosa. Seu pai, por exemplo, fundou a Abadia de Fremersberg e expandiu a Igreja da Colegiada em Baden-Baden.
Bernardo II recebeu uma educação cuidadosa, que o preparia para o seu papel posterior, como soberano. A intenção era que ele governasse os territórios de Pforzheim, Eberstein, Besigheim e de vários distritos na parte setentrional da Marca.
Bernardo II era ligado com a dinastia de Habsburgo uma vez que o irmão mais velho, Carlos I, tinha casado com Catarina da Áustria, irmã do imperador Frederico III. Este relacionamento deu a Bernardo acesso à corte imperial.
Antes, porém, ele auxiliou seu tio, Renato I de Nápoles, num conflito armado no norte da Itália. Segundo fontes da época, Bernardo combateu bravamente. Depois da morte de seu pai, em 1453, ele retornou para Baden, onde concordou com seu irmão para desisitir do seu direito a parte da marca.  Como alternativa, Bernardo tornou-se enviado pessoal de Frederico III, apesar de sua pouca idade. 
Bernardo II viu um sem-número de situações vergonhosas e tentou aliviar privações e misérias onde quer que pôde. Gastou muito de sua renda auxiliando os pobres e aqueles em necessidade. Mesmo durante em vida, impressionou seus contemporâneos com piedade extraordinária.
Sob pressão, depois da queda de Constantinopla para os turcos em 1453, os Habsburgos começaram a preparar uma cruzada contra a expansão do Império Otomano. Bernardo II foi enviado para promover este projeto. Morreu afetado pela Peste Negra durante uma destas visitas, em 15 de julho de 1458 em Moncalieri, no norte da Itália. Bernardo, como é conhecido, é reverenciado até hoje por muitos desta região.